# Біленьке (Довжанський район)
Біле́ньке (до 1957 року — хутір Біле́нький) — село в Україні, у Сорокинській міській громаді Довжанського району Луганської області. Населення становить 166 осіб.

## Географія
Географічні координати Біленького: 48°21' пн. ш. 39°53' сх. д. Часовий пояс — UTC+2. Загальна площа села — 2,2 км². Довжина Біленького з півночі на південь — 0,8 км, зі сходу на захід — 1,5 км.
Село розташоване у східній частині Донбасу за 20 км від адміністративного центру громади — міста Сорокине.

## Історія
Назва села походить від найменування балки «Біла», назва балки утворено від слова «білий» (біла). Вибір утворювального слова назви мотивований виходами мергелю в балці. 
Село засноване у XIX столітті.
12 червня 2020 року, відповідно до Розпорядження Кабінету Міністрів України № 717-р «Про визначення адміністративних центрів та затвердження територій територіальних громад Луганської області», увійшло до складу Сорокинської міської громади.
17 липня 2020 року, в результаті адміністративно-територіальної реформи та ліквідації  Сорокинського району, увійшло до складу новоутвореного Довжанського району.

## Населення
За даними перепису 2001 року населення села становило 166 осіб, з них 4,82% зазначили рідною мову українську, 95,18% — російську.